# La Révolution Wikipédia
La Révolution Wikipédia: Les encyclopédies vont-elles mourir? o en español La Revolución Wikipedia: ¿Es que las enciclopedias van a desaparecer? es un ensayo publicado en el año 2007 por Éditions Mille et une nuits, escrito por cinco estudiantes en periodismo (Pierre Gourdain, Florence O'Kelly, Béatrice Roman-Amat, Delphine Soulas, Tassilo von Droste zu Hülshoff) del Institut d'études politiques de Paris (« Sciences-Po »), bajo la dirección de Pierre Assouline, autor del prefacio de la obra titulado « Et ça passe pour une source... ».
Se trata de un estudio sobre la enciclopedia en línea Wikipedia, y particularmente sobre su versión francófona. La obra analiza los problemas planteados por la existencia de la citada enciclopedia colaborativa, seis años posteriores a su aparición, así como el funcionamiento interno de Wikipedia, las motivaciones declaradas por algunos de los allegados a este proyecto, entre ellos editores y encargados de políticas de extensión, etc. (en particular consultar entrevista a quien en la wikicomunidad es conocida por el seudónimo « Esprit Fugace »).
Uno de los métodos de evaluación del funcionamiento del sistema wiki que fue usado por los autores, consistió en agregar informaciones erróneas en algunos artículos de la enciclopedia, a efectos de descubrir con qué rapidez los mismos eran detectados y corregidos.

## Contenido de la obra
El libro está dividido en siete capítulos:
1) Le monde de l’éducation ébranlé (en español/ 'El mundo de la educación agitado e inseguro', pág. 27 de [Gourdain-2007])
Aquí los autores evocan los problemas planteados por el uso cada vez más frecuente de Wikipedia, en la enseñanza secundaria y superior (entrevistas con liceales, así como con estudiantes universitarios y con un profesor universitario). Este capítulo sirve también de introducción, pues en forma resumida los autores enumeran los temas que serán tratados con más profundidad en los capítulos siguientes.
2) Juger les juges - la vérité sur l’enquête Nature (en español/ 'Juzgar a los jueces - la verdad sobre la encuesta Nature', pág. 37 de [Gourdain-2007])
Este capítulo compara la Wikipedia anglófona con la Enciclopedia Británica publicada en diciembre de 2005, a través de un análisis hecho por la revista científica Nature. Los autores en realidad muestran que esta evaluación después de todo no es tan favorable a Wikipedia, pues se reconoce que los contenidos no son totalmente fiables, indicando también que hay un avance en cuanto al desarrollo de las distintas temáticas.
Nota: El enfoque dado a este capítulo así como el citado análisis de la revista Nature, no dejan de ser interesante, pero por cierto, algunas de sus conclusiones han sido contestadas por otros autores.
3) Les dessous du fonctionnement de Wikipédia (en español/ 'El funcionamiento interno de Wikipedia', pág. 51 de [Gourdain-2007])
Este capítulo explica el funcionamiento de Wikipedia, principalmente en los aspectos administrativos (administradores, wiki-bomberos, etc.), y también en cuanto al control sobre las modificaciones. Esta sección de la obra termina con una presentación de la Fundación Wikimedia y sus órganos componentes. El corazón de este capítulo es la entrevista con la wikipedista « Esprit Fugace».
4) Erreurs, manipulations et contre-vérités (en español/ 'Errores, manipulaciones, y mentiras', pág. 71 de [Gourdain-2007])
Este capítulo evoca varias situaciones complicadas que se presentaron durante la corta historia de Wikipedia, y en particular, el fraude de la administración estadounidense « Essjay», que por mucho tiempo se hizo pasar por un profesor de teología, así como la difamación de John Seigenthaler, la invención de la isla de Porchesia, etc.
En los artículos de prensa sobre la obra La Révolution Wikipédia (tanto la digital como la que se distribuye principalmente impresa), con frecuencia es este cuarto capítulo el que se destaca, aún algunos años después de la edición del libro.
5) Le réveil brutal des encyclopédies (en español/ 'El despertar brutal de las enciclopedias', pág. 91 de [Gourdain-2007])
En esta parte son analizados los efectos de Wikipedia, enciclopedia gratuita, en relación con las enciclopeias tradicionales; este capítulo fundamentalmente está conformado por entrevistas realizadas por un lado a Yves Garnier (director del departamento « Encyclopédies et dictionnaires» de ediciones Larousse), y por otro lado a Fabrice Frémy (director de Quid). Los entrevistados resaltaron « su simpatía respecto del proyecto Wikipedia, el que según lo expresado era visto mucho más como un desafío y no tanto como un peligro ».
6) Diderot, le premier des wikipédiens (en español/ 'Diderot, el primero de los wikipedistas', pág. 103 de [Gourdain-2007])
Aquí, los autores presentan una visión de la historia de las enciclopedias partiendo desde la antigüedad griega, e insistiendo, por comparación, en los problemas de jerarquización en Wikipedia; el ejemplo que se trae a colación es el artículo de Jacques Delors en francés, dos veces más corto el 1° de mayo de 2007, que en oportunidad de la emisión À la Recherche de la Nouvelle Star (programa francés de telerrealidad musical difundido en 2003 por el Grupo M6 —audiovisual y multimedia—). En este capítulo, fundamentalmente se presentan las ideas de Michel Serres (« un wiki-entusiasta ») y de Alain Rey (« un lexicólogo »).
En esta parte, los autores también evocan la manipulación en Wikipedia de ciertos artículos, por parte de grupos más o menos organizados.
7) Comment devenir « wiki-intelligent» (en español/ 'Como ser « wiki-inteligente»', pág. 125 de [Gourdain-2007])
« Wikipedia hoy día es una realidad que no se puede ignorar. [...] El interrogante que entonces se plantea, es por qué no tratar de capacitar a los jóvenes, para que desde temprano puedan hacer un uso razonado y razonable de Wikipedia.». Aquí se presentan las ideas de Laure Endrizzi del INRP (autor de varios informes sobre este asunto), y también se describe la experiencia de Jean-Noël Lafargue (entonces profesor de artes plásticas en la Université Paris-VIII), en el seminario que éste llevó adelante y que se tituló « Enrichissement de l'encyclopédie Wikipédia » (en español: « Enriquecimiento de la enciclopedia Wikipedia »).
En este último capítulo también se presenta un proyecto de versión Wikipedia validado para la Educación Nacional francesa, así como el proyecto de Larry Sanger titulado « Citizendium ».
La obra se termina planteando una perspectiva más bien optimista respecto del futuro de Wikipedia, y a pesar de que en esos días (años 2007-2008), existía un grupo de personas bastante numeroso, que más bien era crítico con la enciclopedia libre. Ciertamente, tal orientación no era la que se reflejaba en el prefacio escrito por Pierre Assouline, desfavorable en su casi totalidad.

## Ediciones de la obra
- [Gourdain-2007] Pierre Gourdain, Florence O’Kelly, Béatrice Roman-Amat, Delphine Soulas, Tassilo von Droste zu Hülshoff, La Révolution Wikipédia: les encyclopédies vont-elles mourir?, editorial 'Mille et une nuits', 2007, prefacio de Pierre Assouline, ISBN 9782755500516.[27]

## Críticas a Wikipedia
El proyecto Wikipedia por cierto ha sido alabado por muchos pero también ha sido denostado por otros. Tratar este tema en profundidad excede el interés en el marco del presente artículo. De todas formas, a continuación se listarán algunos escritos críticos con Wikipedia, precisamente porque fueron escritos por Pierre Assouline (el mentor del libro aquí presentado) o porque directamente se refieren al blog personal de ese pensador francés o a terceras opiniones sobre sus categóricos y polémicos dichos sobre Wikipedia.
- L’affaire Wikipédia, blog personal de Pierre Assouline titulado 'La République des livres', en la blogosfera de 'Le Monde', 9 de enero de 2007.

- De l’irresponsabilité de Wikipedia, blog personal de Pierre Assouline titulado 'La République des livres', en la blogosfera de 'Le Monde', 2 de noviembre de 2007.

- « Pourquoi Wikipedia n’est pas une encyclopédie (La révolution wikipédia, remix n°4)» (traducción al español: « Porqué Wikipedia no es una enciclopedia (La Revolución Wikipedia, remix n°4) »[14]

### Citas de Pierre Assouline
- « Sur Wikipédia, n’importe qui peut écrire n’importe quoi» (traducción al español: « En Wikipedia, no importa quién puede escribir no importa qué»).[28]

- « Sur Wikipédia, la référence est à géométrie variable: le dernier qui a parlé a raison, jusqu'au prochain» (traducción al español: « En Wikipedia, la referencia tiene geometría variable: el último que habla es quien tiene razón, hasta que se presente el próximo»).[28]